# Maoris (Nouvelle-Zélande)
Pour les articles homonymes, voir Maori.
Les Maoris de Nouvelle-Zélande (en maori de Nouvelle-Zélande : māori, prononcer /maːori/) sont des populations polynésiennes autochtones de Nouvelle-Zélande. Ils s'y seraient installés par vagues successives à partir du VIIIe siècle. Ils sont aujourd'hui plus de 914 400 en 2024, soit 17,1 % de la population néo-zélandaise, auxquels il faut ajouter une diaspora de plus de 140 000 personnes dont une grande majorité vit en Australie.
Dans les légendes et les traditions orales, le mot māori distingue les êtres humains mortels des dieux et des esprits. Ce mot se retrouve dans les autres langues polynésiennes comme l’hawaïen ou le marquisien (Maoli), le tahitien (Maohi) et le maori des îles Cook, avec un sens identique. Les premiers visiteurs européens des îles de Nouvelle-Zélande (les « Pakehas » arrivés au XVIIIe siècle) ont désigné le peuple qu’ils y ont trouvé par des termes variés comme « indiens », « aborigènes », « natifs » ou encore « Néo-Zélandais ». C'est au contact de ces étrangers que ces populations ont commencé à se désigner d'abord sous le terme de tangata māori (« homme ordinaire, autochtone »), pour finalement ne garder que māori. En 1947, le Département des Affaires indigènes a été renommé Département des Affaires maories, consacrant ainsi la reconnaissance de ce terme.
Dans la culture maorie, chaque tribu (iwi), chaque sous-tribu (hapu), chaque individu est doté d'un mana. Dans le mana, les valeurs de loyauté et de solidarité comptent davantage que les hiérarchies de rang ou de fortune.
La généalogie (whakapapa) est la constante préoccupation des Maoris, capables de décliner la liste de leurs ancêtres jusqu'au premier d'entre eux, migrant de la lointaine et mythique Hawaiki, vingt ou trente générations plus tôt.

## Origines

### Arrivée en Nouvelle-Zélande

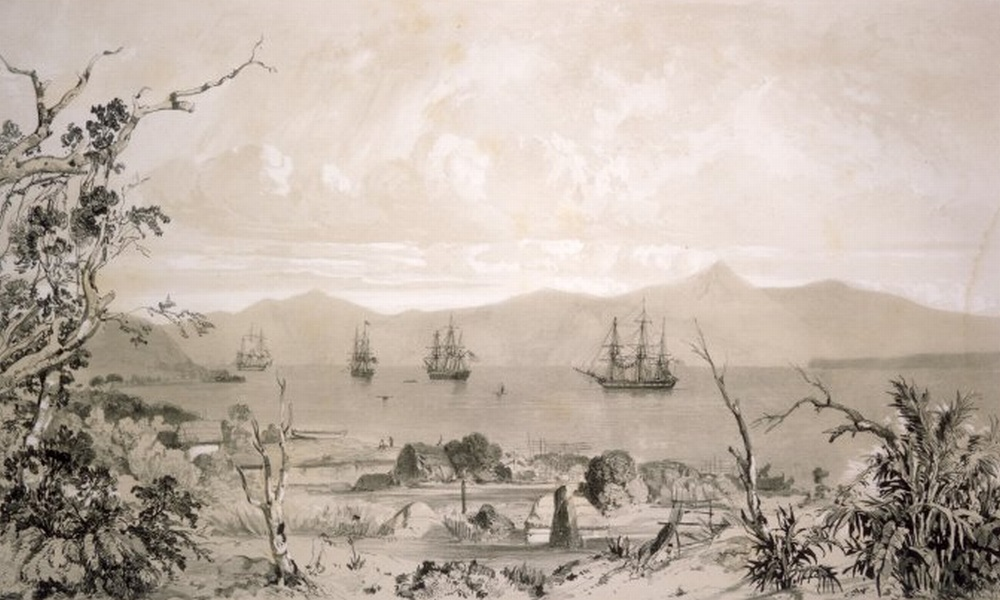
Vue d'un paysage.

À partir de 3000 av. J.-C., une région, qui part de l'archipel Bismarck à l'ouest, jusqu'aux îles Samoa à l'est, est occupée par la culture Lapita. Ces peuples sont les premiers à avoir habité les îles Fidji, les îles Samoa et les îles Tonga. De nombreuses autres civilisations ont aussi rayonné depuis cette base dans toutes les îles à proximité, par exemple en Nouvelle-Calédonie. Plus tard, ces peuples colonisent un triangle d'îles plus à l'est, formé par Hawaï au nord, l'île de Pâques à l'est et la Nouvelle-Zélande au sud.
Le siècle d'arrivée des premiers colons en Nouvelle-Zélande n'est pas connu avec certitude. Certains auteurs parlent d'une arrivée entre le milieu et la fin du Ier millénaire apr. J.-C. La majorité des ethnologues penche désormais pour une installation entre 1000 et 1100 apr. J.-C. 1300 est une autre possibilité étudiée, mais cela suppose une arrivée massive de colons ou bien une augmentation rapide de la population pour expliquer l'étendue du développement de la civilisation en 1500,.
Les îles Chatham sont colonisées après la Nouvelle-Zélande, et cette population ne sera redécouverte par les explorateurs européens qu'en 1791.
Des preuves archéologiques et linguistiques (Sutton 1994) suggèrent qu’il y a eu probablement plusieurs vagues d’immigration de l’Est de la Polynésie vers la Nouvelle-Zélande.

### Installation
La Nouvelle-Zélande se révèle une terre très accueillante pour ses nouveaux habitants. À leur arrivée, les colons s'installent surtout près des littoraux, plutôt vers la côte Est, plus hospitalière. Les territoires intérieurs ne sont qu'explorés et servent de réserves de pierre pour la construction et les outils. Les colons introduisent deux espèces mammifères, le chien et le rat polynésien, et des espèces indigènes sont chassées, comme le phoque, beaucoup d'oiseaux et de poissons, qui fournissent les protéines essentielles aux repas. Le cas du moa est plus particulier, car ce grand oiseau inapte au vol est chassé à la fois pour sa viande, ses œufs, ses os et sans doute pour sa peau utilisée pour confectionner  les vêtements. En quelques siècles à peine, l'espèce s'éteint. L'arrivée des Maoris a également causé la disparition de l'Aigle géant de Haast.
Plusieurs plantes sont aussi introduites, comme le taro, l'igname ou le mûrier à papier, uniquement dans la moitié nord de l'île, au climat plus chaud. L'adaptation de la patate douce, elle aussi apportée lors de l'émigration, aux cycles climatiques tempérés annuels est un succès majeur, qui permet d'étendre les lieux d'établissement des Maoris.

## Interactions avec les Européens avant 1840

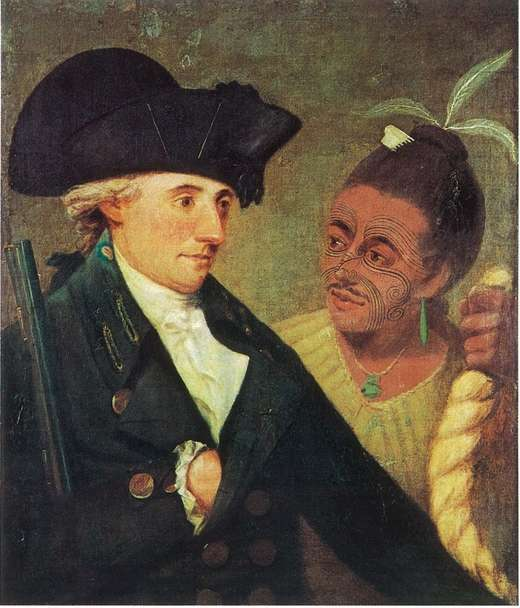
Première impression que les Européens ont eu des Māoris lors de leur débarquement à « Golden Bay ».

L’installation des Européens en Nouvelle-Zélande est relativement récente. L’historien néo-zélandais Michael King (1945-2004) décrit les Māoris comme étant « la dernière communauté humaine majeure de la terre qui n’ait pas été touchée ni affectée par le vaste monde ».
En 1642, la Compagnie néerlandaise des Indes orientales envoie Abel Tasman, qui aborde l'île du sud de la Nouvelle-Zélande. Il repart aussitôt face à l'hostilité des autochtones. Les premiers explorateurs européens y compris Abel Tasman et le capitaine James Cook (qui a visité la Nouvelle-Zélande pour la première fois en 1769) ont rapporté leur rencontre avec les Māoris.
Ces premiers rapports décrivent les Māoris comme une race de guerriers féroces et fiers. Des conflits inter-tribaux se produisent fréquemment à cette période, les vainqueurs réduisent en esclavage les vaincus et parfois les dévorent.
L'introduction de la patate douce a accru les activités et la population.
Dès le début de l’année 1780, les Māoris ont eu des contacts avec les chasseurs de baleines et de phoques. Certains se sont même fait embaucher sur des navires étrangers. Un flot continu de prisonniers australiens en fuite et de déserteurs provenant des navires de passage expose également la population des autochtones néo-zélandais aux influences extérieures. Des chefs tels que Hongi Hika, qui sera présenté au roi George IV en 1820, invitent activement la venue de commerçants européens, pour bénéficier de technologies, de savoirs et d'armes européennes, et les instrumentaliser à leurs propres fins.
Pour l’année 1830, les estimations évaluent le nombre de Pakeha (Européens) vivant parmi les Māoris à près de 2 000. Le statut des nouveaux venus varie de celui d’esclave à celui de conseiller haut placé, et de celui de prisonnier à celui d’Européen « maorisé » qui a abandonné la culture européenne jusqu’à s’identifier comme māori. De nombreux Māoris apprécient les Pakehas pour leur capacité à décrire la culture et les techniques européennes et pour leur habileté à obtenir des articles en commerçant, en particulier des armes. Ces Européens, devenus des natifs, en sont venus à être connus sous le nom de « Pakeha Māoris ». Lorsque Pomare (en) prend la tête d’un soulèvement contre Titore (en) en 1838, il compte 132 mercenaires Pakeha parmi ses guerriers. Frederick Edward Maning (en), un des premiers colons, écrit deux comptes rendus pittoresques sur la vie à cette époque qui sont devenus des classiques de la littérature néo-zélandaise : Old New Zealand (« La vieille Nouvelle-Zélande ») et History of the War in the North of New Zealand against the Chief Heke » (« L’histoire de la guerre dans le nord de la Nouvelle-Zélande contre le chef Heke »).
Durant cette période, l’acquisition de mousquets par les tribus en contact étroit avec les visiteurs européens, à commencer par les Ngapuhi de Hongi Hika, déstabilise l’équilibre entre les tribus māories. Il en résulte une période de guerres inter-tribales sanglantes, connue sous le nom de « guerres des Mousquets » (The Musket Wars), dont les conséquences sont une véritable extermination de nombreuses tribus et la déportation d’autres hors de leur territoire traditionnel. Des épidémies apportées par les Européens tuent également un nombre important, quoique indéterminé, de Māoris durant cette période. Les estimations varient entre dix et cinquante pour cent de morts.
Avec l’augmentation de l’activité des missionnaires européens, l’intensification de la colonisation dans les années 1830 ainsi que l’absence de lois pour réglementer la vie des nouveaux colons, la couronne britannique, en tant que première puissance mondiale, commence à subir des pressions pour intervenir et mettre de l’ordre dans la région.
Les relations avec les colons européens et leurs descendants n'ont pas toujours été pacifiques. Aujourd'hui encore, elles demeurent complexes, parfois même tendues.
Le roman Le Pays du Dauphin-Vert d'Elizabeth Goudge a pour thème important la relation entre les pionniers européens et les maoris. 

## De 1840 à 1890

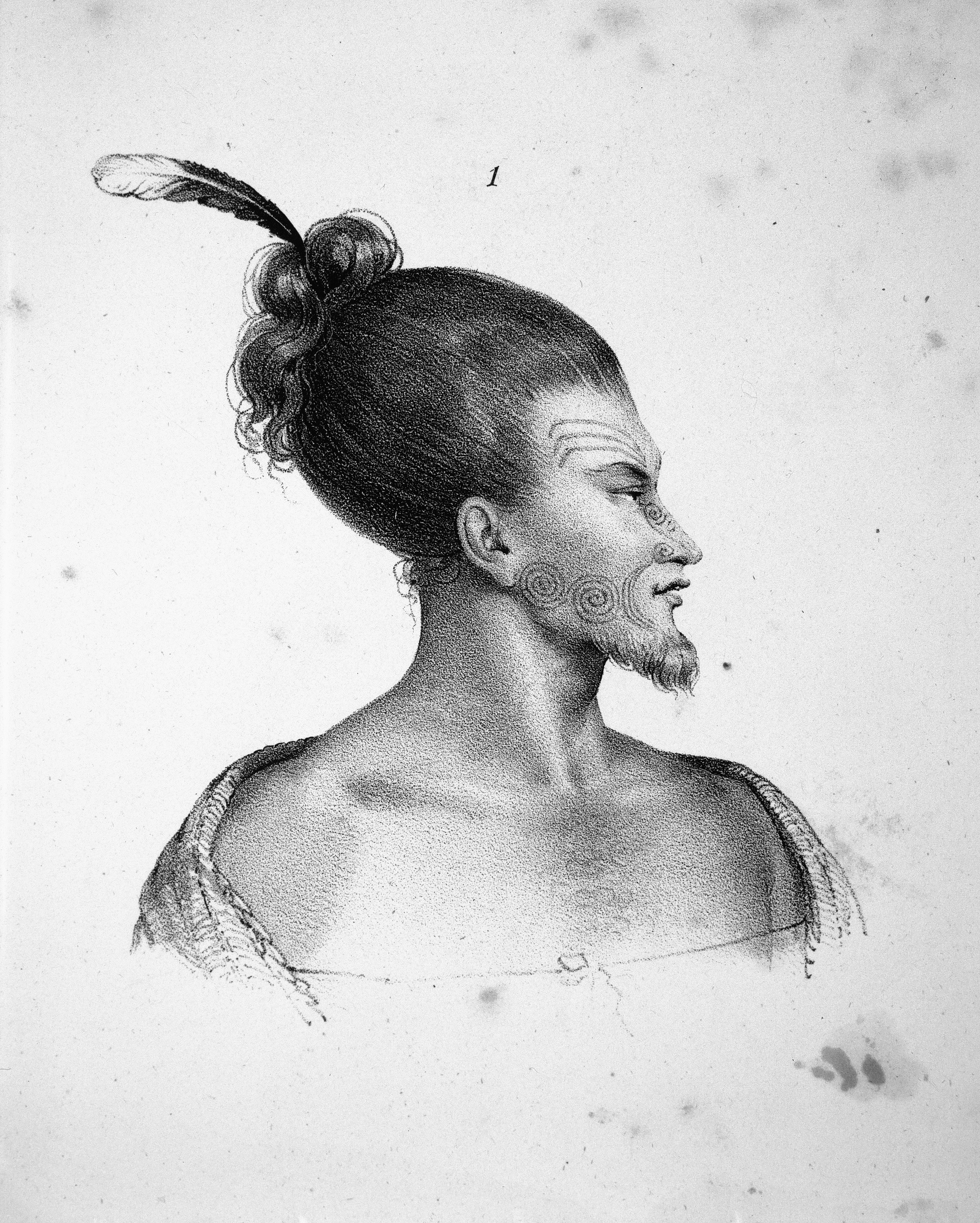
Homme de la baie de Tolaga portant un moko en 1827.

Finalement, cette situation conduisit le Royaume-Uni à envoyer William Hobson en Nouvelle-Zélande avec l’ordre d'en prendre possession. Avant qu’il n’arrive, la reine Victoria annexa la Nouvelle-Zélande par le biais d’une proclamation royale en janvier 1840. Lors de son arrivée en février, Hobson négocia le traité de Waitangi avec les chefs du nord - parmi lesquels Tamati Waka Nene, son frère Eruera Maihi Patuone (en), et Hone Heke, de l’iwi locale Ngapuhi. De nombreux autres chefs māoris (bien qu’ils n’en comprissent pas toujours toute la signification) ont par la suite signé ce traité. Il fit des Māoris des sujets de la Couronne britannique en échange de la garantie de l’intégrité de leur droit de propriété sur leurs terres et de la conservation de l’autonomie des tribus.
En dépit de quelques incidents, les deux parties ratifièrent avec enthousiasme ce traité basé sur la collaboration et qui fut une bonne affaire pour les Britanniques : les Māoris fournissaient de la nourriture et d’autres produits aux marchés locaux et étrangers. En réalité, il est probable que le gouvernement britannique signa ce traité pour contrecarrer l'influence des Français et des Américains dans la région. Il fait, encore de nos jours, l'objet de controverses et d'interprétations diverses.
Ce traité, s'il soumet les populations māories à la domination coloniale, leur évite en revanche le quasi-génocide d’autres peuples autochtones (comme les aborigènes d’Australie). Les autorités britanniques imposent une politique brutale d'assimilation culturelle. L’enseignement de la langue maorie dans les écoles néo-zélandaises est alors strictement interdit.
Le gouverneur George Grey (1845-1855 et 1861-1868) fut un des premiers colons à apprendre le māori et il consigna une grande partie de la mythologie.
Dans les années 1860, des polémiques sur l’achat de terres controversées et la tentative des Māoris de la région du Waikato d’établir une monarchie concurrente (Kīngitanga) sur le modèle britannique conduisit aux guerres maories. Bien qu’elles aient fait relativement peu de morts, le gouvernement colonial confisqua de vastes parcelles de terre māories en représailles à ce qui fut considéré comme une rébellion, et ce alors même que l’action militaire était une initiative de la couronne britannique contre ses propres sujets. Dans certains cas ces confiscations arbitraires se sont faites sans chercher à savoir si la tribu en question était réellement impliquée ou non dans la participation à la guerre. En effet, si certaines tribus ont lutté activement contre la couronne, d’autres (connues sous le nom de kupapa) se sont battues pour soutenir le gouvernement britannique. Un mouvement de résistance passive s’est développé dans la colonie de Parihaka (en) dans la région du Taranaki, mais les troupes britanniques ont dispersé les dissidents en 1881.
Avec la perte de la plupart de leurs terres, les Māoris sont entrés dans une période de déclin. Et vers la fin du XIXe siècle, la plupart des gens pensaient que les populations māories cesseraient bientôt d’exister en tant que peuple à part entière et qu’elles seraient rapidement assimilées par les populations européennes.

### Personnalités
- Pokaia (?-1807)
- Eruera Maihi Patuone (en) (1764c-1872)
- Te Rauparaha (1765c-1849), auteur du Ka mate
- Te Ruki Kawiti (en) (1770c-1854)
- Tamati Waka Nene (1785c-1871)
- Nōpera Panakareao (en) (?-1856)
- Aperahama Taonui (en) (?-1882)
- Potatau Te Wherowhero (1800c-1860)
- Wiremu Tamihana (en) (1805c-1866)
- Hone Heke (1807c-1850)
- Mete Paetahi (1813-1883)
- Tāwhiao (1822-1894)
- Titokowaru (1823c-1888)
- Wiremu Kīngi Maketū (en) (1824c-1842)
- Te Whiti o Rongomai (1830c-1907)
- Te Kooti (1832c-1893)
- Tupu Atanatiu Taingakawa Te Waharoa (en) (1844-1929)

### Mouvements
- Pai Mārire, Te Ua Haumēne, Hauhau
- Monarchie maori
- Ringatu (1868-)
- Tribus unies de Nouvelle-Zélande (1835-1840)

## Renaissance

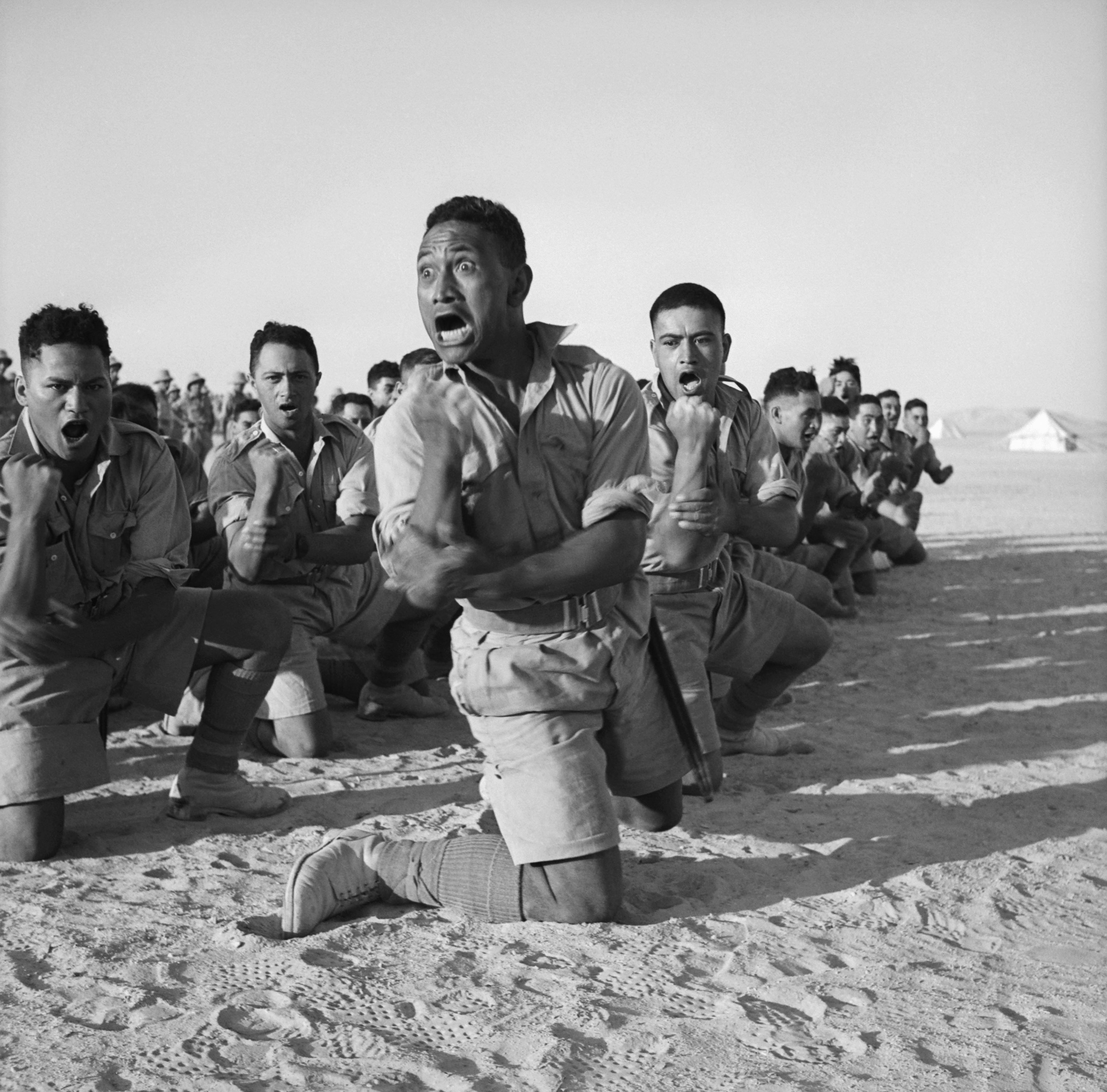
Les soldats du bataillon Maori de l'armée néo-zélandaise ayant participé à la bataille de Grèce accomplissent un haka pour le roi des Hellènes (Helwan, Égypte, fin juin 1941).

Le déclin annoncé des populations māories n’a pas eu lieu et elles ont même retrouvé leur vitalité. En dépit d’un grand nombre de mariages mixtes entre les populations māories et européennes, beaucoup de Māoris ont conservé leur identité culturelle.
Le gouvernement néo-zélandais décida d’exempter les Māoris de la conscription militaire qui s’appliquait aux autres citoyens durant la Seconde Guerre mondiale. Néanmoins, des volontaires māoris en grand nombre décidèrent de s’engager pour former le 28e bataillon ou Bataillon Māori, qui s’acquitta fidèlement de sa tâche notamment en Crète, en Afrique du Nord et en Italie. En tout, 17 000 Māoris prirent part à la guerre.
Depuis les années 1960, les Māoris vivent une renaissance culturelle. La reconnaissance par le gouvernement travailliste de la croissance du pouvoir politique Māori ainsi que l’activisme politique des Māoris a conduit à des restitutions et à des indemnisations, quoique encore limitées, en ce qui concerne la confiscation de territoires et la violation des autres droits de propriété.
Le dernier conflit majeur concerne le littoral. Avec le développement des établissements balnéaires, de l'aquaculture et des forages pétroliers offshore, les Māoris ont vu leur espace maritime se réduire comme peau de chagrin. En 2003, ils ont exigé d'être consultés systématiquement sur ces projets et de recevoir des dividendes quand ils se concrétisent. Encore faudrait-il que les plaignants puissent fournir des preuves d'une occupation ininterrompue du littoral, ce qui n'est pas évident, au terme d'un siècle et demi de colonisation ponctuée d'épidémies et de guerres inter-tribales qui ont entraîné de nombreux déplacements de populations. L'affaire, instrumentalisée par le parti conservateur, fit craindre aux Néo-Zélandais qu'on leur interdise le libre accès aux plages. Des années de controverses s'ensuivirent, y compris au sein de la société māorie. La création, en 2004, du Māori Party en découle.
Son coleader actuel, Pita Sharples (en), également ministre des Affaires maories, estime que les grandes conquêtes des dernières années sont autant de raison d'espérer: « Nous avons créé des écoles en langue māorie et obtenu que la Nouvelle-Zélande signe enfin en 2010 la déclaration de l'ONU sur le droit des peuples autochtones, ce qui aura des répercussions profondes sur la nouvelle Constitution ».
Les avancées politiques sont réelles, mais les Māoris ne partagent pas tous le même engouement pour le retour à une culture ancestrale idéalisée. C'est le cas notamment, de l'écrivain Alan Duff, auteur de L'Âme des guerriers, roman sur la déchéance māorie, qui connut un succès mondial à sa parution en 1990 et fut adapté au cinéma quatre ans plus tard par Lee Tamahori. Alan Duff décrit une autre réalité, celle des Māoris des banlieues d'Auckland, en proie au chômage, à l'alcool et à la violence conjugale.
Un film plusieurs fois primé a été réalisé par Niki Caro en 2002, d'après un roman de Witi Ihimaera s'intitulant Paï (titre original : Whale rider), traite de la culture māorie.
En 2011, le musée du quai Branly accueille une exposition de plus de 250 pièces, principalement des objets rituels et tribaux transmis de génération en génération, dédiée aux formes que prend l'art māori et aux valeurs qu'il revêt, mettant en avant l'association entre tradition et modernité.

### PersonnalitésXXesiècle
- Dame Kiri Te Kanawa, cantatrice (1944-)
- Sir James Carroll (1857-1926)
- Sir Apirana Ngata (1874-1950)
- Paraire Tomoana (1874-1946)
- Sir Maui Pomare (1875-1930)
- Te Puea Herangi (1883-1952)
- Dame Whina Cooper (1895-1994)
- Eruera Tirikatene (1895-1967)
- Pei Te Hurinui Jones (1898-1976)
- Iriaka Matiu Ratana (1905-1981)
- Hone Tuwhare (1922-2008),
- Ben Couch (en) (1925-1996)
- Sir Peter Tapsell (1930-2012)
- Te Atairangikaahu (1931-2006), reine maori 1966-2006
- Matiu Rata (en) (1934-1997)
- Archie Taiaroa (en) (1937-2010), politicien,
- Dame Georgina te Heuheu (en) (1943- )
- Winston Peters (1945- )
- Donna Awatere Huata (en) (1949- )
- Parekura Horomia (1950-2013)
- Tuariki Delamere (en) (1951- )
- Tuheitia Paki (1955-), roi maori depuis 2006
- Antonio Te Maioha (en) (1970- ), acteur
- Jonah Lomu, (1975-2015), rugbyman

### PersonnalitésXXIesiècle
- Jonah Lomu, (1975-2015)
- Tamati Williams (1984-)

### Mouvements
- Ratana
- Ruapekapeka (en)
- Mouvement de protestation māori (en)

## Démographie

Proportion d'habitants d'origine maorie par district lors du recensement de 2013.

### Langue
Les Māoris de Nouvelle-Zélande parlent le māori, langue appartenant au groupe des langues malayo-polynésiennes (ce groupe forme, avec le groupe des langues formosanes, la grande famille des langues austronésiennes). Il est maintenant enseigné dans de nombreuses écoles primaires de Nouvelle-Zélande et de plus en plus dans le secondaire. La plupart des Maōris parlent également l'anglais qui est la deuxième langue nationale de Nouvelle-Zélande.

## Armes
Les célèbres guerriers Māoris confectionnaient des armes puissantes avec des éléments naturels. Parmi leurs différentes inventions, on peut noter le Taiaha ; une sorte de lance qui allie un bois solide et un tranchant fait en Néphrite verte. Cette même pierre est d'ailleurs aussi utilisée par les Māoris pour fabriquer des massues plates. Profitant des armes offertes par la nature, les guerriers utilisaient notamment des piques de raies pastenague, en guise de fer de lance, ou des dents de requins ajoutées sur les côtés d'une massue.

## Galerie d'images

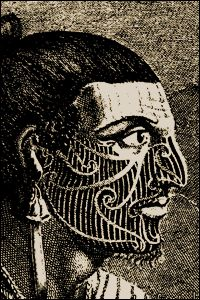
Gravure représentant un māori avec un moko facial.
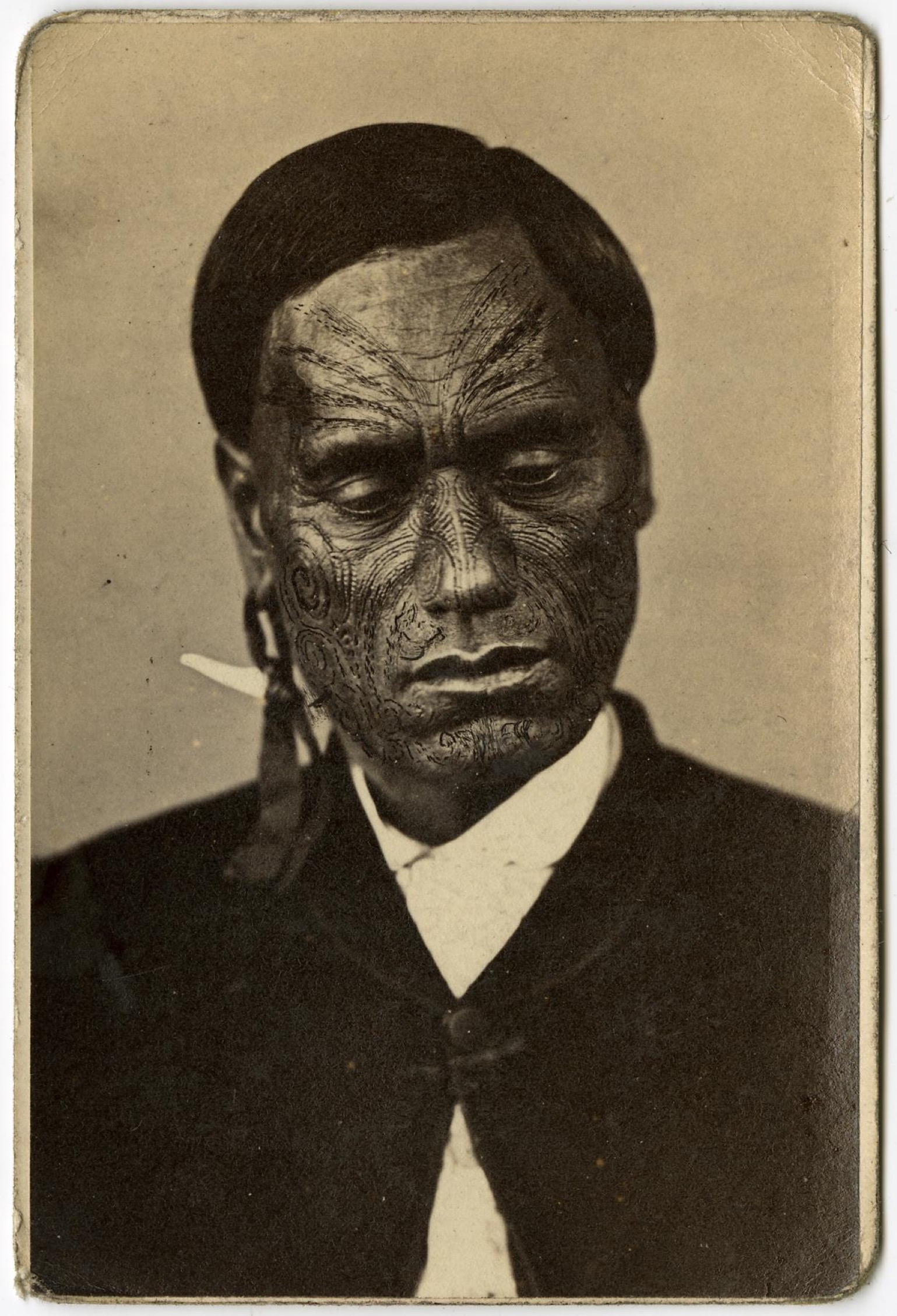
Māori avec moko facial
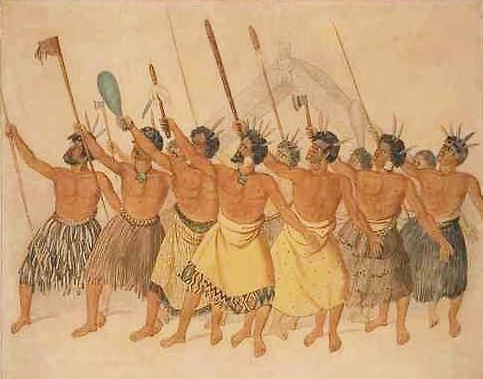
Danse maori
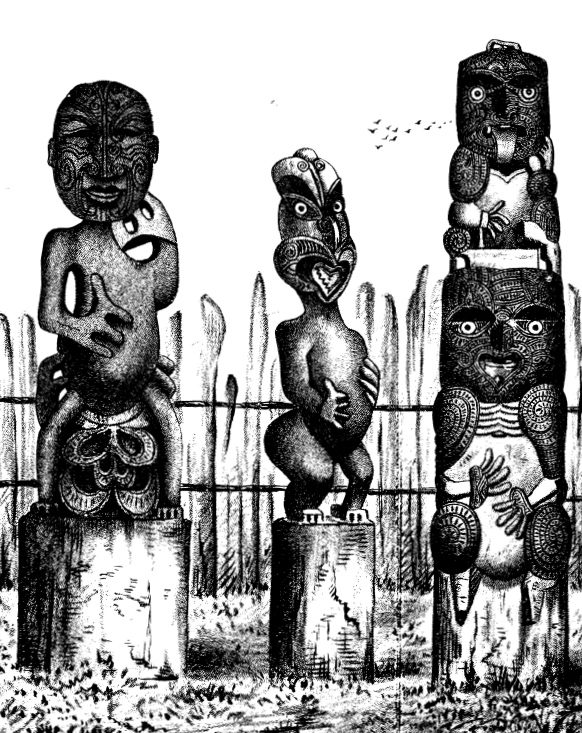
Des tiki maori (totems aux formes humanoïdes), gravure du XIXe siècle.
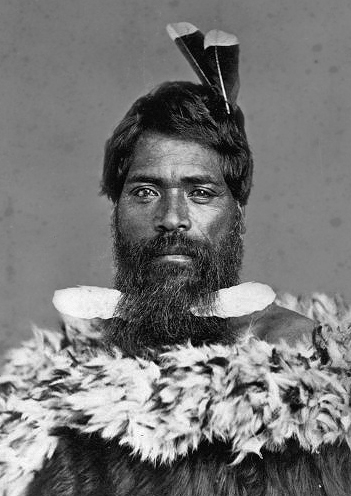
Personnage non identifié, District de Hauraki, Nouvelle-Zélande.
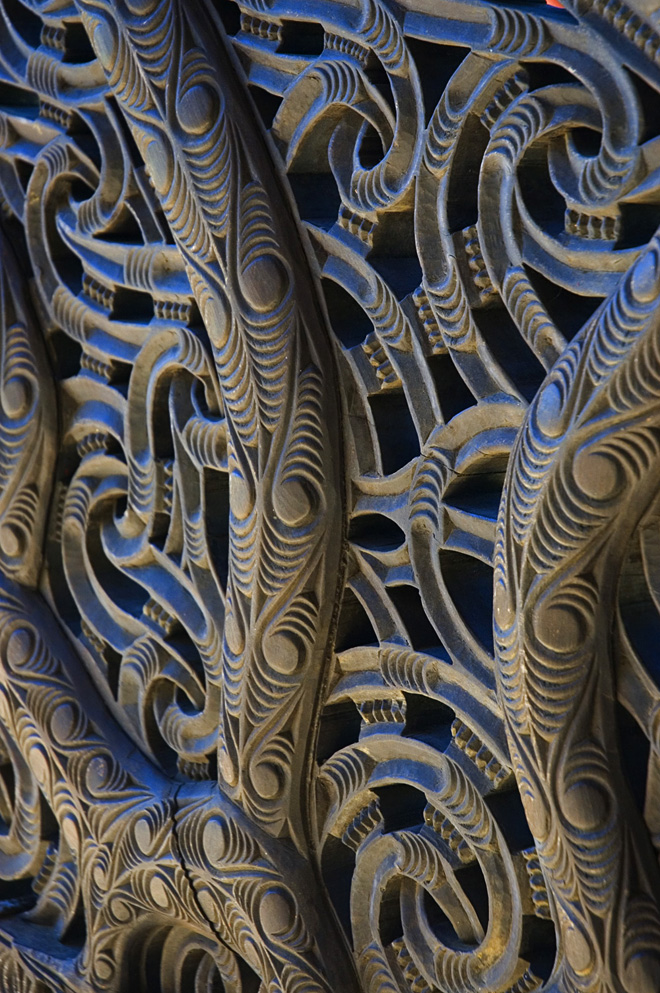
Détail du bois sculpté d’un bateau maori de cérémonie
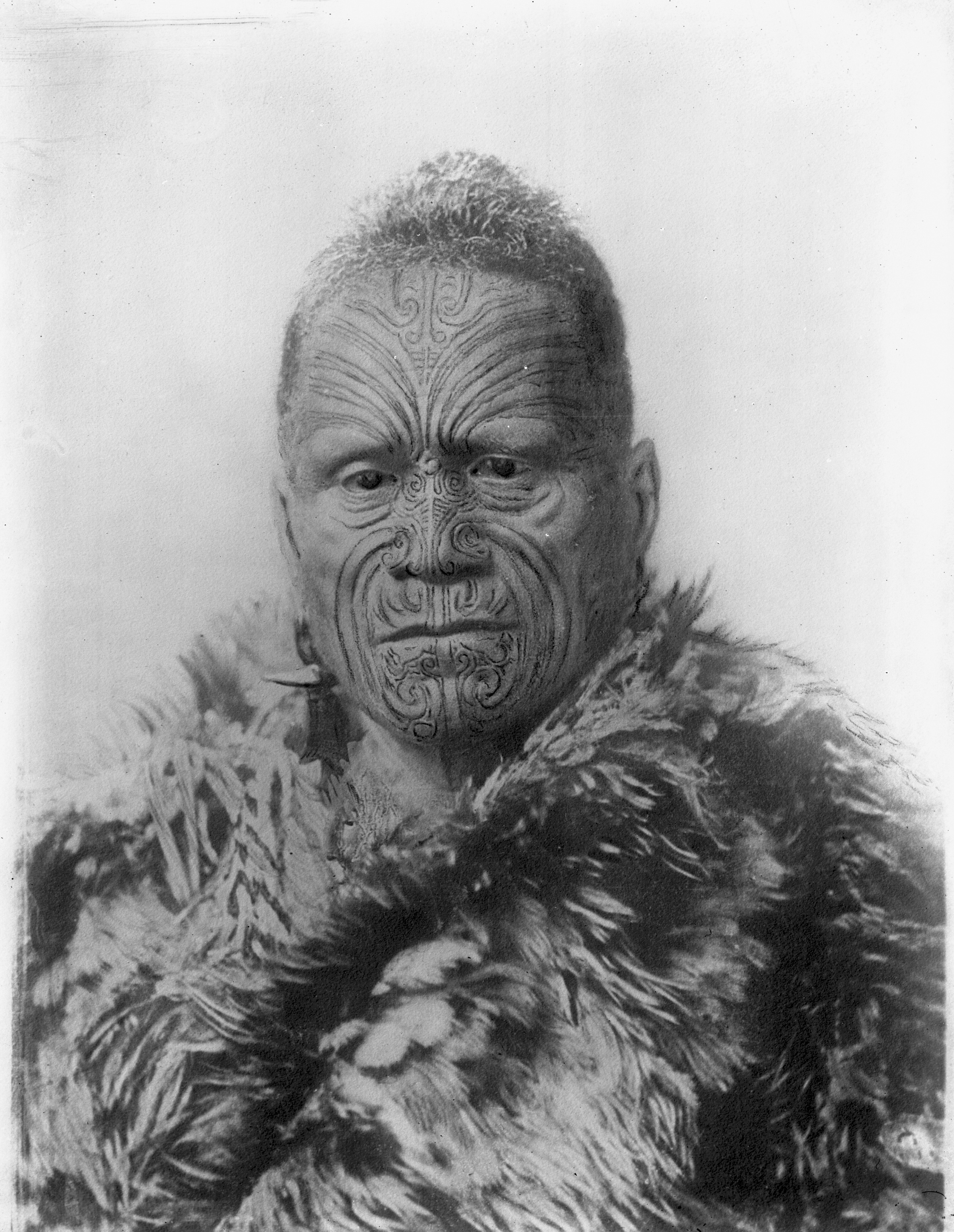
Tāwhiao, roi des Māoris de 1860 à 1894.
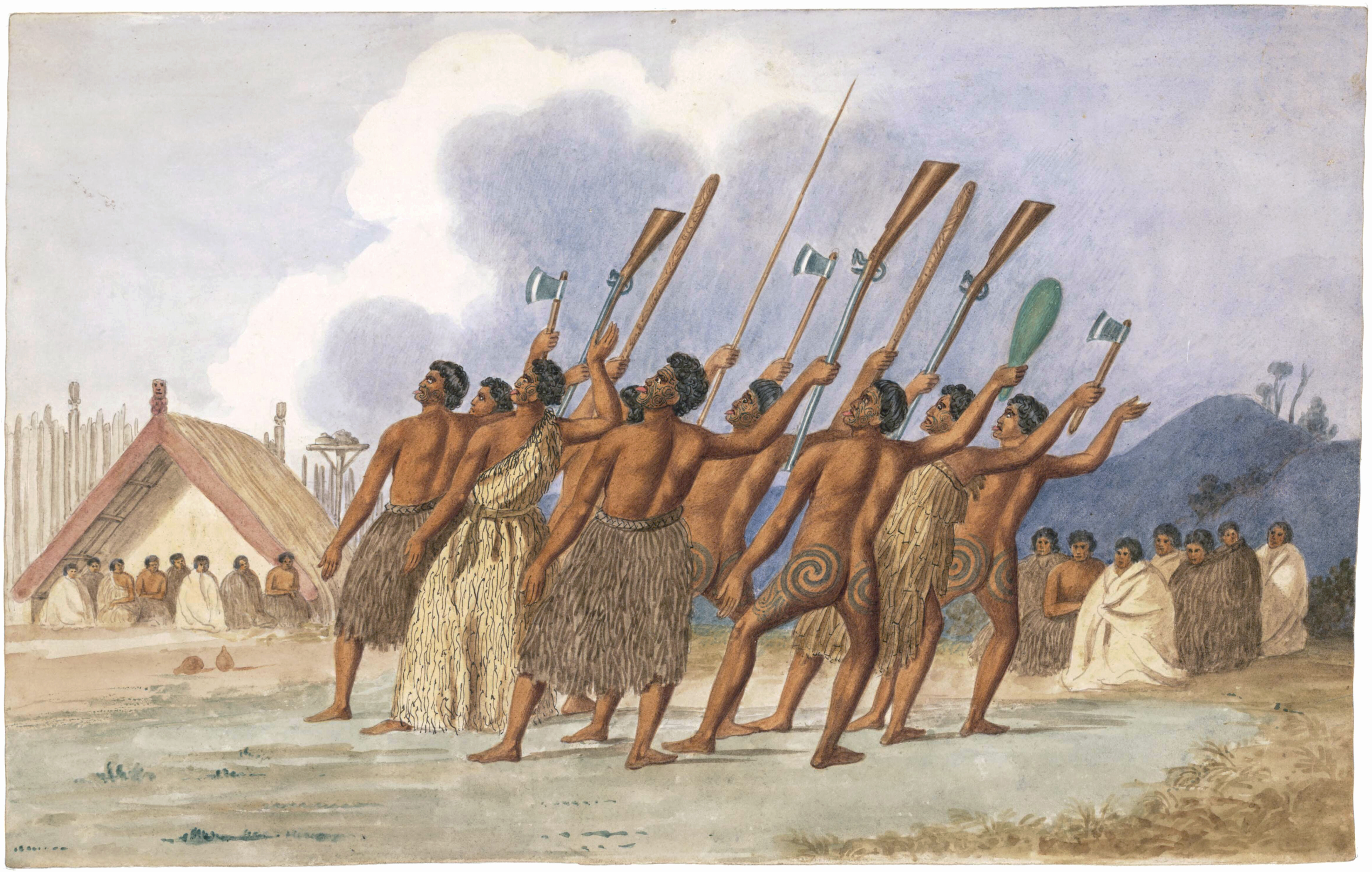
Danse maori.
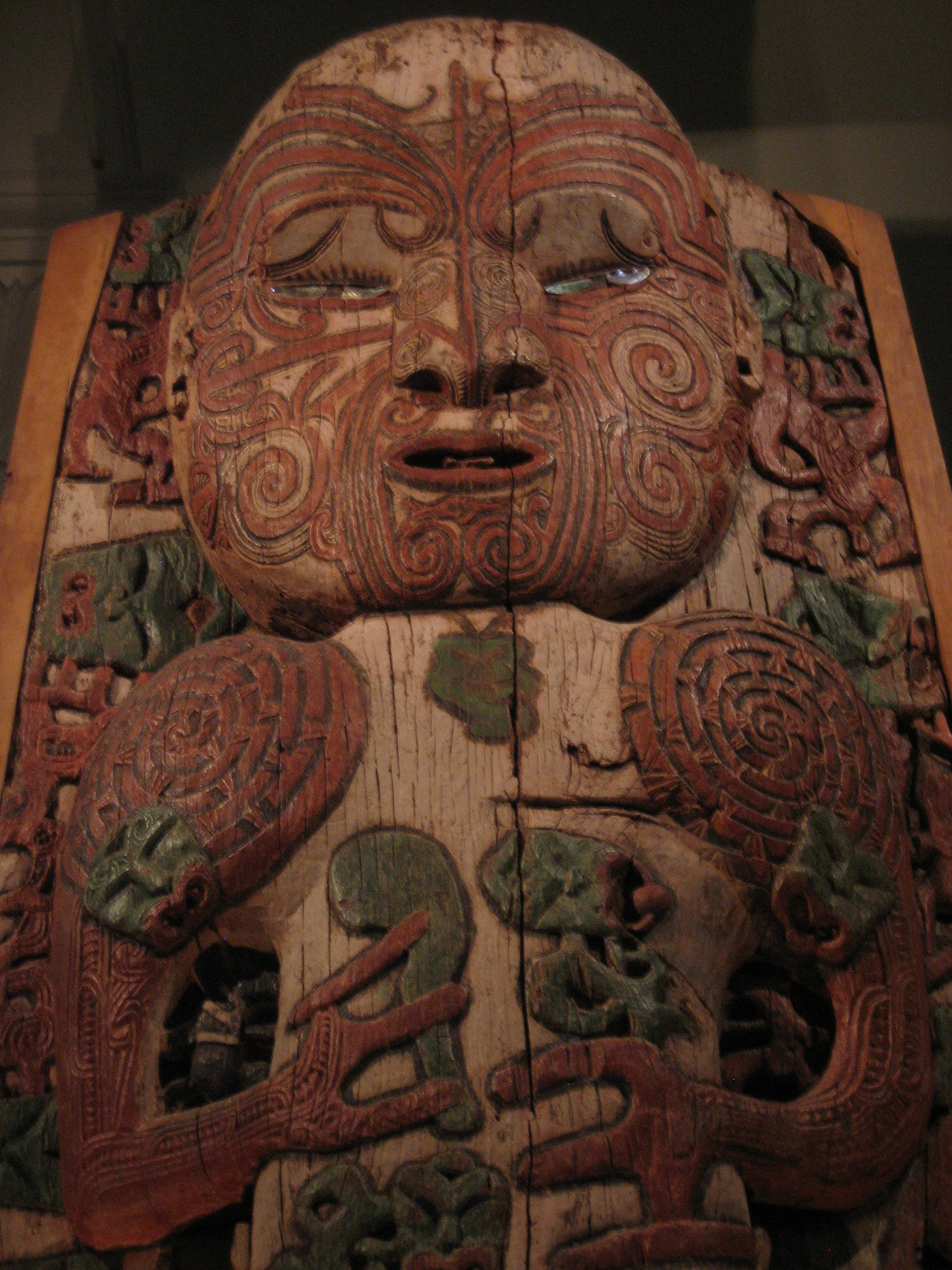
Une sculpture de la culture Maori au Musée national d'Auckland